# María Leonor Pappaterra
María Leonor Pappaterra Ruiz de Mendé (3 de septiembre de 1948, Río Tercero, secuestrada desaparecida el 1 de marzo de 1977, La Matanza) fue una militante argentina del peronismo revolucionario,  víctima de la última dictadura.

## Breve reseña
En 1970, ya siendo maestra normal, se graduó de profesora en la carrera de Filosofía en la Universidad Católica de Córdoba, siendo una de las fundadoras de la “Agrupación de Estudios Sociales” (AES) junto con Miguel Ángel Bustos Baffetti. Luego militó en el Peronismo de Base (PB), Fuerzas Armadas Peronistas (FAP) y Montoneros.
Estuvo detenida en la Cárcel de Encausados de Córdoba y fue liberada tras la amnistía del 1973.  Fue secuestrada en La Matanza el 1 de marzo de 1977. Sus restos fueron identificados en el año 2000 por el EAAF. en el Cementerio Municipal de Villegas.
Se casó con Jorge Mendé, médico y compañero de militancia, también desaparecido. Tuvieron un hijo. 

## Jorge Mendé
Jorge nació el 7 de octubre de 1946, hijo de Raúl Mendé, que fue secretario de Asuntos Técnicos de la Nación de Perón, siendo Evita, su madrina de bautismo.
A los 21 años se recibió de médico en la Universidad Católica de Córdoba. En la universidad integró la AES y fue uno de los miembros fundadores del PB en Córdoba, para luego ingresar a Montoneros. En 1971 cae preso y es torturado en Tucumán. Es trasladado sucesivamente a Resistencia, Devoto y Trelew. Es liberado con la amnistía de Cámpora, cuando continúa con su militancia. En 1976, fuerzas conjuntas de Policía Federal, bonaerense y civiles intentan entrar en la casa de Carlos Del Río y Margarita Cuello, quienes le cubren la retaguardia para que los Mendé-Papaterra pudieran escapar. Al hijo de Del Río, su hermana  y a Martín Mendé los protegen en un placard con colchones. Sus padres intentan resistir el ataque, pero no pudieron hacer mucho y son asesinados. A los tres niños los llevan a la comisaría.
Finalmente, fue secuestrado el 16 de diciembre de 1976 y conducido a la ESMA donde luego de ser torturado termina siendo asesinado a patadas por el guardia de “Capuchita”.
Carlos Loza, también secuestrado en la ESMA, contó sobre otro detenido al que identificó como Mendé mucho más tarde: “Deliraba, no recibía nada, no comía, era permanentemente golpeado, se sacaba la capucha y eso hacía que cuando los guardias subían volvieran a golpearlo. En su delirio y en estado moribundo, pedía por su papá y lo único que repetía era: ‘Oficial primero, oficial primero, Montonero, médico’.”